# كلاوديا روت

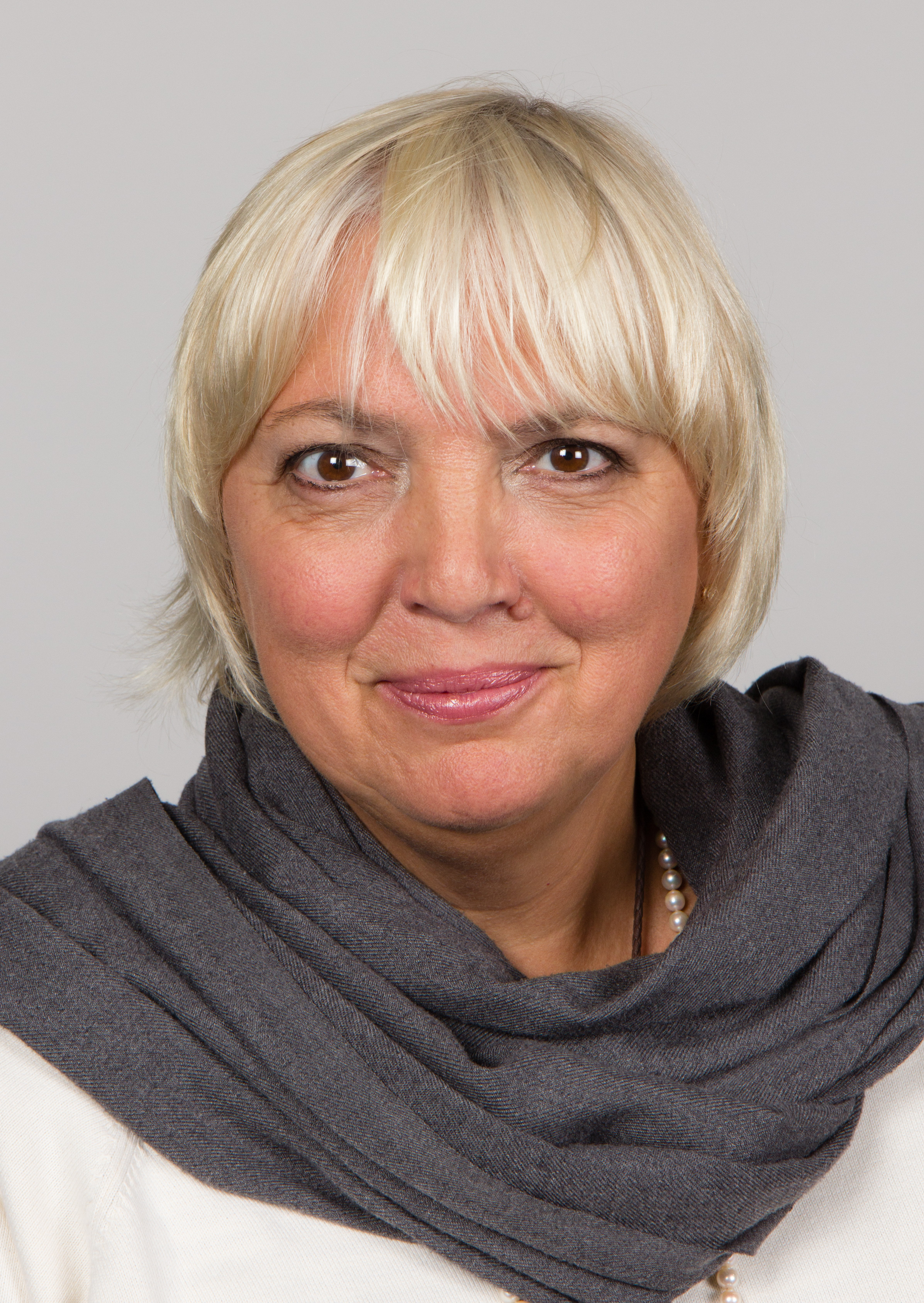
كلاوديا روت

كلاوديا روت (بالألمانية: Claudia Roth) (من مواليد 15 أيار/مايو 1955 في مدينة أولم) هي سياسية ألمانية من حزب الخضر الألماني.
كانت كلاوديا روت في رئاسة حزب الخضر ما بين سنتي 2001 إلى 2002، وكذلك في رئاسة مشترك للحزب مع من 2004 إلى 2013، كانت فيها مع جيم أوزديمير من 2008 إلى 2013.
تشغل كلاوديا روت منذ تشرين الأول/أكتوبر 2013 منصب نائبة رئيس البوندستاغ.

## اقرأ أيضاً
- حزب الخضر الألماني
- رئيس البوندستاغ

## روابط خارجية
- كلاوديا روت على موقع IMDb (الإنجليزية)
- كلاوديا روت على موقع مونزينجر (الألمانية)
- كلاوديا روت على موقع ألو سيني (الفرنسية)
- كلاوديا روت على موقع ميوزك برينز (الإنجليزية)
- كلاوديا روت على موقع ديسكوغز (الإنجليزية)
- كلاوديا روت على موقع قاعدة بيانات الفيلم (الإنجليزية)
- كلاوديا روت على موقع كينوبويسك (الروسية)